# Königsberg (1927)
«Кенігсберг» (нім. Königsberg (Schiff, 1927) — військовий корабель, легкий крейсер типу «К» Крігсмаріне часів Другої світової війни.
«Кенігсберг» був закладений 12 квітня 1926 року на верфі німецької компанії Kriegsmarinewerft Wilhelmshaven у Вільгельмсгафені. 26 березня 1927 року він був спущений на воду, а 17 квітня 1929 року увійшов до складу військово-морського флоту Веймарської республіки.

## Історія служби
«Кенігсберг» був замовлений як «Крейсер B» і отримав тимчасову назву Ersatz Thetis, оскільки він був призначений на заміну старому крейсеру «Тетіс». 12 квітня 1926 року він був закладений на верфі компанії Reichsmarinewerft у Вільгельмсгафені і спущений на воду 26 березня 1927 року. 17 квітня 1929 року зарахований до військово-морських сил Веймарської республіки. Після введення в експлуатацію корабель був призначений флагманом розвідувальних сил німецького флоту. Здійснив кілька навчальних круїзів для кадетів ВМС і численні візити доброї волі по всьому Середземному морю. У 1931 році відбулася перша велика модифікація корабля; його фок-щогла була вкорочена, а задня надбудова трохи подовжена. У 1934 році пара 88-мм зенітних гармат в окремих установках була встановлена на кормовій надбудові крейсера прямо перед його баштами батареї головного калібру.
4 липня 1934 року «Кенігсберг» та крейсер «Лейпциг» здійснили перший після закінчення Першої світової війни шістнадцятьма роками раніше візит доброї волі до Сполученого Королівства. Потім відбувся захід у Рейк'явік, а 27-30 липня візит до естонської столиці Таллінн. Далі участь в осінніх маневрах флоту. Після їхнього завершення на крейсері «Кенігсберг» підняв свій прапор контрадмірал Бем.
У 1935 році на кораблі була встановлена авіаційна катапульта, а також крани для керування поплавковими літаками. «Кенігсберг» продовжував служити навчальним кораблем до початку 1936 року, після чого залучався до патрулювання поблизу іспанських берегів під час громадянської війни в Іспанії.
За кілька днів до німецького вторгнення в Польщу «Кенігсберг» разом з крейсерами «Лейпциг», «Нюрнберг» та «Кельн» перебував у Північному морі на позиціях між островом Борнгольм і Данцизькою бухтою, сподіваючись перехопити польські кораблі, що спробують втекти на Захід. 31 серпня, за день до агресії «Кенігсберг» помітив польські есмінці «Бурза» та «Блискавиця», але вони пройшли без наслідків. На початку бойових дій «Кенігсберг» разом з кількома іншими німецькими крейсерами встановлював мінне поле в Північному морі.
Наприкінці лютого 1940 року «Кенігсберг» увійшов до складу 3-ї групи, якій було доручено захоплення норвезького порту Берген. До групи також увійшли крейсер «Кельн», навчально-артилерійський корабель Бремзе, плавбаза торпедних катерів «Карл Петерс», міноносці «Леопард» та «Вольф», 5 торпедних катерів та 2 допоміжні кораблі.
7 квітня на борт «Кенігсберг» завантажилися 750 солдатів 69-ї піхотної дивізії. На кораблі також був адмірал Шрадер зі своїм штабом. Близько опівночі німецька група під прикриттям двох літаків Не 111 вийшла в море.
Відразу після висадки морського десанту за допомогою торпедних та десантних катерів на норвезький берег, тамтешні берегові батареї відкрили вогонь по кораблях Крігсмаріне.
В результаті уражень, завданих норвезькою артилерією, «Кенігсбергу» потрібен був капітальний ремонт, перш ніж він зможе повернутися до Німеччини. Решта штурмової групи № 3 повернулася до Німеччини. 10 квітня британці провели на корабель, який тимчасово пришвартували в гавані, повітряний наліт, в якому взяло участь 16 пікіруючих бомбардувальників «Скуа» авіації британського флоту, запущених з авіабази на Оркнейських островах. Пікірувальники атакували о 7:20, заставши екіпаж корабля зненацька. Половина пікіруючих бомбардувальників завершили пікірування до того, як екіпаж зрозумів, що вони піддалися атаці. На момент нападу британських літаків лише одна велика зенітна гармата була укомплектована снарядами, яка стріляла кожні п'ять секунд з корми корабля, з берега стріляли легкі зенітні засоби та сусідні кораблі стріляли навіть із запізненням під час атаки.
«Кенігсберг» був уражений щонайменше п'ятьма 500-фунтовими (230 кг) бомбами, що завдало серйозних пошкоджень кораблю. Від початку атаки кораблю знадобилося трохи менше трьох годин, щоб повністю перевернутися і затонути, що дало екіпажу достатньо часу для евакуації багатьох загиблих і поранених. Вони також встигли вивезти значну кількість боєприпасів і спорядження з ураженого крейсера. Внаслідок нападу загинуло лише 18 чоловіків. 17 липня 1942 року корпус затонулого німецького крейсера було піднято і потім повільно розібрали на металобрухт. До 1943 року рештки «Кенігсберга» було повністю розібрано на місці.